# Eric Powell (aviron)
Pour les articles homonymes, voir Eric Powell et Powell.
Eric Walter Powell est un rameur d'aviron britannique né le 6 mai 1886 à Edmonton et mort le 17 août 1933 à Piz Roseg (Suisse).

## Biographie
Eric Powell participe aux Jeux olympiques d'été de 1908 à Londres à l'épreuve de huit et remporte la médaille de bronze.
Il est le beau-frère du rameur Harold Barker.